# 塞拉利昂利昂
塞拉利昂利昂是塞拉利昂的流通貨幣。輔幣單位為分，1利昂=100分。以该货币计价时，在价格前冠以简称Le。
截止2022年7月1日，受制于货币单位改革进度，其同时存在两个ISO 4217代码：SLE用于新版利昂（2021年8月开始引进），SLL则为旧版，1新版利昂（SLE）=1000旧版利昂（SLL）。旧版利昂可继续作为合法货币使用至2023年12月31日，并可在2024年3月31日之前兑换成新版利昂。

## 历史
利昂自1964年8月4日在塞拉利昂启用，用以替代英属西非磅，兑换比率为1镑兑2利昂。

## 外部連結
- 唐的世界硬币画廊：Sierra Leone
- 罗恩·怀斯的世界纸币：Sierra Leone 镜像网站
- 现代金融系统表格－库尔特·舒勒制作：Sierra Leone 镜像网站
- 环球货币历史：Sierra Leone
- 《环球金融资料》系列：Sierra Leone Leone
- 《环球金融资料》货币历史表格（ 微软试算表格式）